# Guitar Wolf
Guitar Wolf (en japonés, ギターウルフ) es una banda de garage punk formada en Japón, en el año 1987 y se caracterizan por su excesivo volumen sobre el escenario.
Si bien su estilo forma parte del punk o garage punk, ellos se autodefinen con el mote de Jett Rock para referirse a su sonido, formado por diferentes influencias, como The Ramones, música rockabilly, punk clásico y noise rock.

## Discografía
- 'Kung Fu Ramone' (1993)
- 'Wolf Rock!' (1993)
- 'Run Wolf Run' (1995)
- 'Missile Me!' (1996)
- 'Planet of the Wolves' (1997)
- 'Jet Generation' (1999)
- 'Live!!' (2000)
- 'Rock'n'roll Etiquette' (2000)
- 'UFO Romantics' (2003)
- 'Love Rock' (2004)
- 'Dead Rock' (2007)

- Datos: Q1554171
- Multimedia: Guitar Wolf / Q1554171